# Gene Conley
Donald Eugene Conley, más conocido como Gene Conley (Muskogee, Oklahoma; 10 de noviembre de 1930-Foxborough, Massachusetts; 4 de julio de 2017) fue un baloncestista y beisbolista estadounidense.
Jugó en la Universidad de Washington State al béisbol y al baloncesto, siendo seleccionado en 1952 por los Boston Celtics. Jugó profesionalmente al béisbol y al baloncesto, alternando ambas disciplinas durante seis años completos, siendo además campeón de la NBA con los Celtics en tres ocasiones y en una ocasión de la MLB con los Milwaukee Braves.